# Baijiu
Il baijiu (白酒S, báijiǔP; [pǎɪ̯ t͡ɕi̯òʊ̯]), o shaojiu (烧酒S), è un'acquavite cinese.

## Caratteristiche
Il nome baijiu letteralmente significa "liquore bianco", "alcol bianco" o "spirito bianco". Il termine baijiu viene talvolta impropriamente tradotto come "vino" o "vino bianco", ma più precisamente si tratta di un distillato. In genere ha un proof tra gli 80 e i 120, e una gradazione alcolica tra il 40% e il 60%.

## Produzione

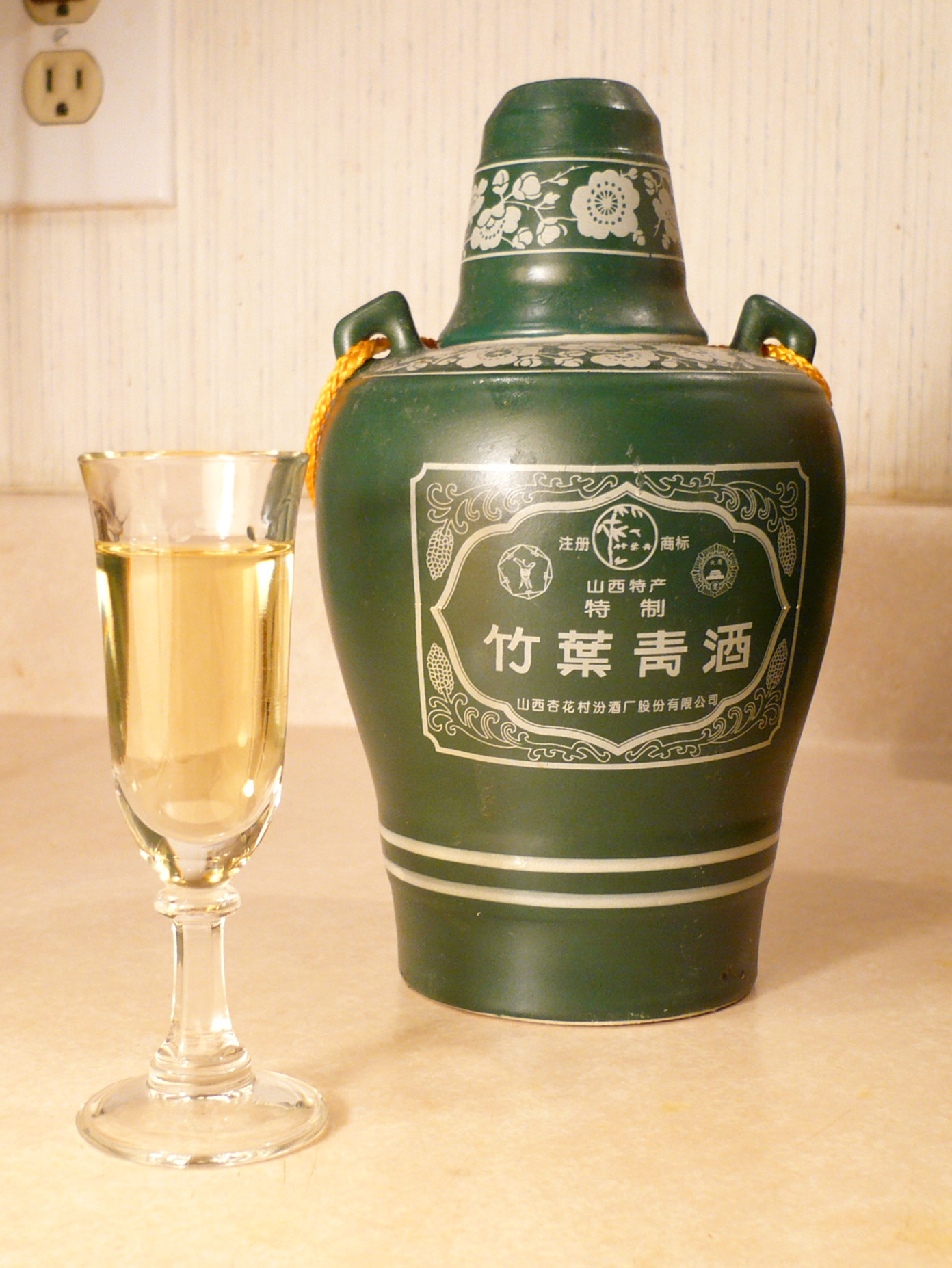
Una bottiglia di baijiu Zhuyeqing jiu (竹叶青酒) prodotto nella provincia di Shanxi.

Il baijiu viene distillato principalmente dal sorgo, anche se talvolta sono utilizzati anche altri semi. Alcune varianti di baijiu prodotte nel sudest della Cina sono fatte con il riso glutinoso, mentre nel nord della Cina viene preferita la preparazione a base di sorgo, frumento, orzo comune, miglio e talvolta con la lacrime di Giobbe.

## Servizio
Nei bar cinesi il baijiu viene tradizionalmente servito a temperatura ambiente, in piccole ciotole o bicchieri. Normalmente non lo si beve da solo, ma accompagnato da qualche snack. A volte si aggiungono al distillato erbe medicinali o frutta.
Oggi il baijiu viene consumato anche al di fuori della Cina e, in alcuni casi, entra a far parte di cocktail di vario genere.